# Blood Island (Pennsylvanie)
Pour les articles homonymes, voir Blood Island.
Blood Island est une île fluviale américaine située sur la Susquehanna, dans l'État de Pennsylvanie.

## Description
L'île, inhabitée et boisée, se trouve à proximité du village de Port Trevorton. Elle s'étend sur 300 m, pour une largeur maximale de 50 m.